# Isla San Salvador
Isla San Salvador är en ö i Ecuador.   Den ligger i provinsen Galápagos, i den västra delen av landet, 1 400 km väster om huvudstaden Quito. Arean är 585 kvadratkilometer.
Terrängen på Isla San Salvador är kuperad. Öns högsta punkt är 907 meter över havet. Den sträcker sig 25,6 kilometer i nord-sydlig riktning, och 36,2 kilometer i öst-västlig riktning.

## Leguanerna på Isla San Salvador
Tidigare fanns det så rikligt av dessa leguaner på Isla San Salvador, påpekade Charles Darwin, när det hette King James Island att de inte kunde hitta en plats fri från ödlornas hålor, som de kunde slå upp sitt enda tält på. Men sedan öarna efter upptäckten blev bebodda har hela populationer (inklusive alla djur på Santiago Island 1835) utplånats av införda vilda rovdjur, såsom grisar, råttor, katter och hundar. Isla San Salvador är grisfri sedan 2004, vilket möjliggjorde att parkmyndigheterna i 2019 kunde utsätta 1 400 leguaner, dessa kom från den närliggande ön North Seymour.